# Prepotherium
Prepotherium is een geslacht van uitgestorven grondluiaards die leefden tijdens het Mioceen (ongeveer 23 tot 5 miljoen jaar geleden) in het gebied van het huidige Argentinië (de formaties Collón Curá en Santa Cruz) en Venezuela.
Soorten uit dit geslacht verschillen onder meer van die uit het geslacht Megatherium doordat ze kleiner zijn en een minder uitgesproken gebogen rand van de onderkaak hebben.

## Geherdefinieerde soorten
Prepotherium venezuelanum uit Venezuela werd in 1935 benoemd door R. Collins van fossielen, gevonden in de staat Portuguesa en aanvullende overblijfselen uit de staat Acre in Brazilië. Deze soort werd later echter opnieuw geclassificeerd in zijn eigen geslacht, Pseudoprepotherium, als een basaal lid van een andere familie van grondluiaards, de Mylodontidae.